# Collegio di Argyll, Bute and South Lochaber
Argyll, Bute and South Lochaber è un collegio elettorale scozzese della Camera dei comuni del Parlamento del Regno Unito. Elegge un membro del Parlamento con il sistema first-past-the-post, ossia maggioritario a turno unico; il rappresentante del collegio, dal 2024, è il nazionalista scozzese Brendan O'Hara.

## Estensione
Il collegio comprende i seguenti ward di Argyll e Bute: Cowal, Dunoon, Helensburgh Central, Helensburgh and Lomond South, Kintyre and the Islands, Isle of Bute, Lomond North, Mid Argyll, Oban South and the Isles, Oban North and Lorn, South Kintyre. Contiene anche la parte sud-occidentale del ward di Fort William and Ardnamurchan, che si trova nelle Highland.
Tutti i ward erano nell'ex collegio di Argyll and Bute, tranne Fort William and Ardnamurchan, che si trovava nel collegio di Ross, Skye and Lochaber.

## Membri del parlamento
| Elezione | Elezione | Deputato       | Partito |
| -------- | -------- | -------------- | ------- |
|          | 2024     | Brendan O'Hara | SNP     |

## Risultati elettorali

### Elezioni negli anni 2020
| Partito                    | Partito                                | Candidato                  | Risultati 4 luglio 2024 | Risultati 4 luglio 2024 |
| Partito                    | Partito                                | Candidato                  | Voti                    | %                       |
| -------------------------- | -------------------------------------- | -------------------------- | ----------------------- | ----------------------- |
|                            | SNP                                    | Brendan O'Hara             | 15 582                  | 34,73                   |
|                            | Conservatore                           | Amanda Hampsey             | 9 350                   | 20,84                   |
|                            | Laburista                              | Hamish Maxwell             | 8 585                   | 19,14                   |
|                            | Lib Dem                                | Alan Reid                  | 7 359                   | 16,40                   |
|                            | Reform UK                              | Melanie Hurst              | 3 045                   | 6,79                    |
|                            | Indipendente                           | Tommy Macpherson           | 941                     | 2,10                    |
|                            |                                        |                            |                         |                         |
| Iscritti                   | Iscritti                               | Iscritti                   | 71 756                  | 100,00                  |
| ↳ Votanti (% su iscritti)  | ↳ Votanti (% su iscritti)              | ↳ Votanti (% su iscritti)  | 45 078                  | 62,82                   |
| ↳ Astenuti (% su iscritti) | ↳ Astenuti (% su iscritti)             | ↳ Astenuti (% su iscritti) | 26 678                  | 37,18                   |
|                            |                                        |                            |                         |                         |
|                            | Esito: collegio a SNP (nuovo collegio) |                            |                         |                         |